# 北陸大学の人物一覧
北陸大学の人物一覧（ほくりくだいがくのじんぶついちらん）は、北陸大学に関係する人物の一覧記事。

## 教職員

### 薬学部
- 鵜飼貞二（名誉学長） - 薬化学

### 経済経営学部
- 越田剛史（教授） - サッカーコーチング論

### 国際コミュニケーション学部
- 福江充（教授） - 	日本史学・日本宗教民俗学・宗教学・日本美術史学・博物館学・国文学

## OB・OG

### 経済
- 澤登拓（フレアス創業者・社長CEO、山梨県やまなし大使）
- 松本忠久（ウエルシアホールディングス社長、ウエルシア薬局社長）

### スポーツ
- 廣瀬敏（元自転車選手）
- 富田康仁（サッカー選手、ツエーゲン金沢）
- ブーゾ・アモス（サッカー選手、ヴェルスパ大分）
- 横山暁之（サッカー選手、ジェフユナイテッド千葉）
- 佐藤千裕（バスケットボール選手、アランマーレ秋田）